# Phillip Sjøen
Phillip Sjøen (* 24. Dezember 1995 in Oslo) ist ein ehemaliger norwegischer Skispringer, der für den Bækkelagets SK startete.

## Werdegang
Sjøen gab sein internationales Debüt bei einem FIS-Cup in Notodden. Ein Jahr später erreichte er dort bei selbigem Wettbewerb seine erste Podiumsplatzierung. Im Januar 2012 startete Sjøen erstmals im Continental Cup, wo er keine Punkte sammeln konnte.
Bei den Junioren-Weltmeisterschaften 2012 in Erzurum verpasste er im Einzel als Vierter das Podium nur knapp. Im Mannschaftswettbewerb gewann er mit Espen Røe, Mats Søhagen Berggaard und Simen Grimsrud Gold.
Nach mehreren Einsätzen im Sommer-Continental Cup, bei denen er unter anderem durch zwei Top-Ten-Ergebnisse Punkte erreichte, startete er Ende September 2013 beim Grand-Prix. Mit Rang 26 in Klingenthal sicherte er sich Platz 81 in der Endwertung.
Sein bisher erfolgreichstes Weltcupjahr war die Saison 2014/15. In dieser kam er insgesamt elfmal in den Finaldurchgang der besten 30 Skispringer, sein bestes Wettkampfresultat war dabei ein siebter Platz in Sapporo im Januar 2015. Im vorherigen Sommer hatte er zudem beim Grand Prix 2014 viele starke Platzierungen errungen, darunter zwei Siege in Hakuba im August 2014, sodass er am Ende in der Grand Prix-Gesamtwertung den zweiten Platz gewann, eines seiner besten Resultate überhaupt. Beim Grand Prix 2016 bestritt der Norweger seine letzten internationalen Wettkämpfe.

## Erfolge

### Weltcup-Platzierungen
| Saison  | Platz | Punkte |
| ------- | ----- | ------ |
| 2014/15 | 31.   | 155    |

### Continental-Cup-Platzierungen
| Saison  | Platz | Punkte |
| ------- | ----- | ------ |
| 2013/14 | 080.  | 040    |
| 2014/15 | 031.  | 264    |

### Grand-Prix-Platzierungen
| Saison | Platz | Punkte |
| ------ | ----- | ------ |
| 2013   | 81.   | 005    |
| 2014   | 02.   | 382    |
| 2015   | 49.   | 051    |
| 2016   | 73.   | 004    |